# Association des professionnels des bibliothèques francophones de Belgique
L'Association des professionnels des bibliothèques francophones de Belgique (APBFB), anciennement l'Association Professionnelle des Bibliothécaires et Documentalistes ou APBD, est une ASBL fondée en 1975 qui regroupe des professionnels de la lecture et de la documentation en Belgique francophone. Elle a pour objet de fédérer les bibliothécaires et documentalistes en vue de collaborer à la défense de leur profession, à leur information, à la promotion de leur fonction et d'aider à parfaire leurs qualifications professionnelles.

## Histoire
Dans les années 1970, trois bibliothécaires (André Canonne, Alfred Depoître et Jean Lheureux) souhaitent former un groupe de bibliothécaires, hors de toute influence officielle. Le groupe s'élargit et se transforme en association, le 25 mai 1975, d'abord sous le nom d'ABP, puis sous la dénomination d'Association Professionnelle des Bibliothécaires et Documentalistes. Elle prend son nom actuel en 2018, afin de s'élargir à l'ensemble des professionnels travaillant en bibliothèque publique.
L'APBD organise, depuis sa création, des journées d'études, des échanges d'expériences et des visites professionnelles. Elle est reconnue officiellement par la Communauté française en 1998. Dans les années 2000, elle oriente davantage son action vers la défense de la profession. Elle affirme notamment sa position quant au décret de 2009 fixant les nouvelles missions du Service public de la Lecture et à son arrêté d'application de 2011.
Depuis 2012, l'APBFB est reconnue comme organisation représentative agréée par le Gouvernement de la Fédération Wallonie-Bruxelles. En 2014, l'association obtient un contrat-programme établi avec la Fédération Wallonie-Bruxelles en vertu du décret de 2009. Un représentant de l'APBFB siège au Conseil des Bibliothèques publiques. Le Conseil du Livre compte également un représentant de l'APBFB parmi ses membres.

## Activités
L'Association des professionnels des bibliothèques francophones de Belgique centre ses actions sur l'information, la documentation et la formation de ses membres. Elle organise entre autres des conférences, des visites, des échanges d'expérience et des tables rondes.
Elle propose des parcours annuels de formation pour développer les pratiques de lecture auprès de groupes variés ainsi que des formations plus ponctuelles.
L'APBD veille également à créer des passerelles entre ses membres et les autres professions du secteur culturel, documentaire et éducatif.

### Commission Jeunesse
Dès 1976, des bibliothécaires dont l'intérêt se porte tout particulièrement sur la littérature de jeunesse décident de se réunir mensuellement pour examiner les ouvrages pour la jeunesse. Chaque année, ils sélectionnent les meilleurs romans et albums de l'année en cours afin de défendre une littérature de jeunesse de qualité et de contribuer au développement du plaisir de la lecture chez les jeunes. Ils publient leur sélection sous la forme d'un dépliant intitulé Un cadeau ? Un livre !.

### Prix André Canonne
Depuis 1992, l'association organise le Prix André Canonne en hommage à l'un des fondateurs de l'association. Remis tous les trois ans, le prix récompense un projet qui encourage la lecture chez les jeunes de moins de 18 ans. Son objectif est de permettre à toute personne (ou groupe de personnes) travaillant en bibliothèque ou en mouvement associatif de réaliser un projet visant à offrir ou faciliter l’accès au livre et à la lecture. Le dernier prix a été décerné en 2013.

### Visites professionnelles
L'APBFB organise annuellement des visites professionnelles au Salon du livre et de la presse jeunesse de Montreuil et au Salon du livre de Paris. L'association propose également des visites plus ponctuelles de bibliothèques ou de centres de documentation.